# Drinkgelag
Een drinkgelag, drinkpartij of bacchanaal is een samenkomst van meerdere personen die gepaard gaat met een grote of overmatige alcoholconsumptie. (zie ook Alcoholmisbruik)

## Geschiedenis

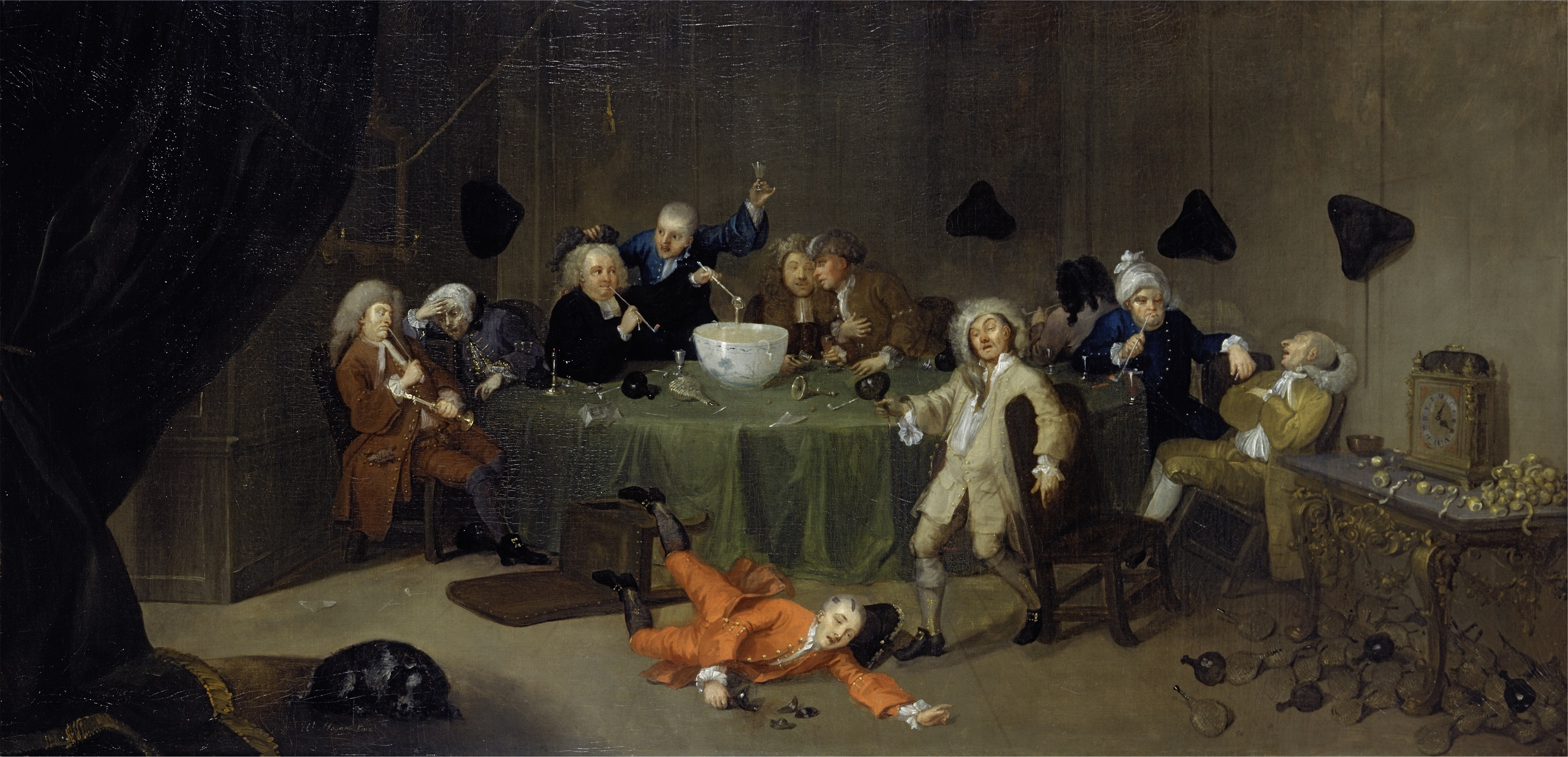
Schilderij van drinkgelag omstreeks 1730

### Grieken
Bij de Grieken werd het drinkgelag of symposion (συμπόσιον, „gemeenschappelijk drinken“) begonnen na het eigenlijk feestmaal. Er waren enkel mannen bij aanwezig. Er waren regels voor het aantal te drinken bekers. Wie het meeste dronk en desondanks wakker bleef, kon een taart winnen.
Volgens sommigen waren de Griekse drinkpartijen niet op dronkenschap gericht. Zie hiervoor ook Symposion. De Grieken hadden de gewoonte om hun wijn met water te vermengen. Het drinken van onversneden wijn werd afgekeurd.

### Perzen
Perzen hadden het gebruik om over een besluit tweemaal te vergaderen. Eenmaal dronken en eenmaal nuchter. De in dronkenschap genomen besluiten en gerezen bezwaren konden in nuchtere toestand worden herzien.

### Rome
In het antieke Rome kwamen de drinkgelagen pas op toen men de Griekse gewoonten ging overnemen. Er waren ook vrouwen aanwezig. Een bijzondere gewoonte was het ad numerum bibere waarbij men bijvoorbeeld zoveel bekers dronk als de naam van het feestvarken letters had of als het aantal levensjaren dat men hem wenste.
Voorts werd er collectief veel gedronken bij de Bacchanalia.

### Germanen
Van de Germanen is ook informatie over drinkgelagen overgeleverd. Ook in de religieuze voorstellingen van het Walhalla komen ze terug. Daarbij bestaat de zaligheid van het Walhalla in deelname aan de goddelijke drinkgelagen.

### Middeleeuwen en Nieuwe Tijd
Venantius Fortunatus beschrijft drinkgelagen in de middeleeuwen, waarbij je blij mocht zijn als je ze overleefde. Aan het hof van August II van Polen werden de Poolse kavaliers uitgedaagd om hun standsgenoten letterlijk onder de tafel te drinken. Ook de studentendrinkgelagen waren bekend.

## Tegenwoordig
Tegenwoordig zijn rituele drinkgelagen naar aanleiding van een feest minder gebruikelijk dan vroeger. Het gebeurt nog wel in het studentenleven. Een georganiseerd drinkgelag onder studenten wordt cantus of liederentafel genoemd.
Er zijn wel verschillende samenkomsten waarbij veel wordt gedronken.

### All-you-can-drink-party
Bij een all-you-can-drink-party of flatrateparty geldt in het algemeen een hoge toegangsprijs en een lage prijs per consumptie. Soms zijn consumpties zelfs geheel gratis. Het assortiment dranken is beperkt. In het algemeen is er sprake van een grote alcoholconsumptie.

### Drankspelletjes
Drankspelletjes zijn varianten op 'gewone' spellen waarbij de verliezer of vaak juist de winnaar ad fundum een glas moet drinken. Meestal zijn er nog allerlei aanvullende regels die bij overtreden eveneens worden bestraft met strafdrinken.

### Comazuipen
De term comazuipen (in het Engels binge drinking genoemd) wordt gebruikt voor het gemeenschappelijk overmatig drinken van jongeren, soms ook minderjarigen. Hierbij wordt meestal gebruikgemaakt van sterke dranken zoals wodka, tequila en whisky. Maar het is ook mogelijk te comazuipen met lichtere drankjes als de Bacardi Breezer. Het comazuipen leidt frequent tot bewusteloosheid en ziekenhuisopnames en kan gezien worden als een vorm van alcoholmisbruik.
Deze term comazuipen is afgeleid van het in Duitsland als Komasaufen betitelde drankmisbruik onder jongeren. De toestand van bewusteloosheid die dit gedrag tot gevolg heeft is echter niet hetzelfde als een coma ofwel diepe bewusteloosheid.

## Maatschappelijke gevolgen van comazuipen in Nederland
In Nederland worden sinds 2007 de ziekenhuisopnames in verband met comazuipen geregistreerd.
|                   | 2007 | 2008 | 2009 | 2010 | 2011 | 2012 | 2013 | 2014 | 2015 | 2016 |
| ----------------- | ---- | ---- | ---- | ---- | ---- | ---- | ---- | ---- | ---- | ---- |
| Ziekenhuisopnames | 297  | 337  | 500  | 684  | 762  | 706  | 713  | 783  | 931  | 791  |

Het aantal jongeren dat met een alcoholvergiftiging in het ziekenhuis moest worden opgenomen laat een sterke stijging zien. Dit zijn alleen jongeren die zijn behandeld door een kinderarts. Het daadwerkelijke aantal is daardoor hoger omdat jongeren die buiten het ziekenhuis door een huisarts worden behandeld of in het ziekenhuis door een reguliere arts niet worden meegeteld. Degene die worden opgenomen zijn een afspiegeling van de gemiddelde Nederlandse jeugd. Het zijn ongeveer evenveel jongens als meisjes, in leeftijd variërend van 12 tot en met 17 jaar; de gemiddelde leeftijd is iets ouder dan 15 jaar. Het alcoholpromillage van de opgenomen jongeren is gemiddeld 1,8. Bij 15-jarigen en ouder kan dit niveau worden bereikt na het drinken van 10 glazen of meer in korte tijd. De meeste jongeren in het ziekenhuis zijn gemiddeld 3 uur buiten bewustzijn met uitschieters tot 48 uur en circa 10% van de jongeren wordt op de intensievezorgafdeling behandeld. Van de Nederlandse jongeren die zichzelf in coma drinken, doet 36% dat met behulp van sterkedrank en 12% met bier.
In 2011 nam het aantal comazuipers verder toe met 12%. De gemiddelde leeftijd daalde van 15,6 jaar in 2010 naar 15,3 jaar en de jongste comazuiper was 10 jaar. Gemiddeld waren de jongeren 3,27 uur buiten bewustzijn, een uur langer dan in 2007, toen voor het eerst landelijk gegevens werden verzameld. Noord-Holland staat van de provincies bovenaan met bijna een derde van alle opnames, gevolgd door Zuid-Holland met 17,7%. De meeste kinderen komen uit autochtone tweeoudergezinnen. Circa 40% zat op het vmbo, 23% op de havo en 19% op het vwo.
In 2014 belandden er 783 jongeren in het ziekenhuis met een alcoholvergiftiging. De ingezette trend is hiermee gekeerd, want in 2012 daalde het aantal alcoholvergiftigingen onder jongeren voor het eerst. In 2014 werd de minimumleeftijd voor alcoholconsumptie verhoogd van 16 jaar naar 18 jaar. De stijging in 2014 werd vooral veroorzaakt door dertien- en veertienjarigen en verder nam het aandeel van de meisjes toe. In 2015 nam het aantal met 19% zeer sterk toe en het aantal jongeren dat na opname een ernstige alcoholvergiftiging bleek te hebben zelfs met 27%.